# Àngels Gonyalons
Àngels Gonyalons (n. Barcelona, 1963) es una actriz de teatro y musicales principalmente, aunque también ha trabajado en cine, televisión y doblaje.

## Trayectoria
Inició su carrera teatral en 1980, en las compañías de teatro infantil de Carles Lloret y Joan Guasch, con obras como Les arrecades de la reina o El Príncep i l'Aviador.
En 1984 se unió a la compañía de Paco Morán donde trabajó durante dos años y con la que por Media Naranja-Medio Limón obtuvo el Premio Joanot de Teatro en 1985. En este mismo año trabajó en la Compañía Montserrat Salvador, en Fedra de Racine que se presentaba en el Teatro de El Escorial en Madrid. En 1986 formó parte de la orquesta Santsfaina como cantante y, el mismo año, estrena en el Teatro Regina de Barcelona Torna-la a tocar, Sam.
En 1987 interpretó a Audrey en la versión catalana de La tienda de los horrores, a Blanca en la adaptación musical de Mar i cel en 1988, papel por el que se le otorgó el Premi de l'Associació d'Actors i Directors de Catalunya a la Mejor actriz del año, y Estan tocant la nostra cançó en 1990 representada en Barcelona y Madrid, musical por el que ganó el Premi Memorial Margarida Xirgu. Posteriormente realizó los espectáculos Memory, un recopilatorio de musicales (1991), Tots Dos, un recopilatorio de canciones de Stephen Sondheim junto a Carles Sabater (1993), Germans De Sang (1994), Blues En La Nit (1995) y Àngels.
Se trasladó a Madrid, donde representó Chicago interpretando a Velma Kelly (1999), Palabras encadenadas de Jordi Galceran (2000) con Carlos Sobera y dirigidos por Tamzin Townsend, y vuelve al musical con la adaptación de la película Cuando Harry encontró a Sally con Josema Yuste (2002).
En 2003, después de más de 3 años sin actuar en Barcelona, vuelve con Acosta't de Patrick Marber junto con Ramon Madaula y Àlex Casanovas. En 2005 estrena el nuevo musical de Jordi Galceran y Albert Guinovart, Paradís y en 2014 interviene en el montaje del musical Sister Act.
En 1994 creó junto con Ricard Reguant la Escuela de Teatro Musical Memory, la primera escuela de teatro musical en España, en Barcelona y posteriormente en Madrid.
En televisión ha actuado en diversas series como Crònica Negre, Quart Segona, I ara què, Xènia?, Sota el signe de... Peixos y El cor de la ciutat en TV3, Condenadas a entenderse y Un chupete para ella en Antena 3 y El comisario en Tele 5, así como escasas incursiones en el mundo del cine, siendo Orgasmo caliente (1981), Bom Bom -Premio Sant Jordi de Cinematografía- (1990), Un plaer indescriptible (1992) y Xtrems (2009) las únicas películas en las que ha actuado.

## Teatro
- La señora presidenta (1983)
- Los Tres Inocentes (1984)
- Hotel Plaza Suite 719 (1984)
- Fedra (1984)
- Media Naranja, Medio Limón (1985) - Premio Joanot
- Torna-la a tocar, Sam (1986)
- La Botiga dels Horrors (1987)
- Mar i cel - (Blanca) -  Premi de l'Associació d'Actors i Directors de Catalunya a la Millor Actriu de l'Any (1988)
- Estan Tocant La Nostra Cançó (1990) - Premi Margarita Xirgu
- Memory y Nou Memory (1993) - Nominación Fotogramas de Plata
- Tots Dos (1991)
- Germans De Sang (1994)
- Blues En La Nit (1995)
- Àngels (1998)
- Chicago (1999) - Nominación Fotogramas de Plata
- Palabras encadenadas (2001)
- Cuando Harry encontró a Sally (2002)
- Acosta't (2003)
- Paradís (2005)
- Un marit ideal (2010)
- Sister Act (2014)
- La Dona del 600 (2019)
- Una Teràpia Integral (2022)
- L’alegria que passa (2023)
- Llegat (2024)
- Dones de ràdio (2025)